# Протасьев, Александр Петрович
Алекса́ндр Петро́вич Прота́сьев (1655—1699) — стряпчий при дворе Алексея Михайловича, воевода Мангазеи, думный дворянин, окольничий, начальник Владимирского судного приказа, участник «Кожуховского похода», организатор и руководитель в Воронеже строением кораблей для Азовского флота при Петре I, первый получивший звание адмиралтеец, введённое Петром I, за взятки разжалован государем.

## Биография

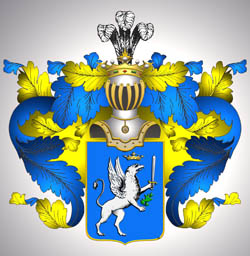
Герб рода Протасьевых

Александр Петрович Протасьев происходил из потомственных дворян, родился в 1655 году в семье дворянина московского, стольника П. Д. Протасьева, который был воеводой в Красноярске (1643—1647), в Путивле (1652—54) и в Смоленске (1655). В семье было два сына. Александр был младшим. Дмитрий, старший брат Александра, стал стольником и воеводой в Верхотурье (1695—1698). Александр впервые упоминается в боярских книгах 1667—1668 годов в звании стряпчего.
В 1671 году, после смерти отца, А. П. Протасьев стал владельцем села Афинеево, доставшееся ему по наследству. В 1674 году на государевом дворе Протасьев поссорился с стряпчим И. М. Хрущовым и в драке прошиб ему голову. Государь Алексей Михайлович назначил расследование по этому делу, а затем вынес приговор: «вместо кнута бить батоги безщадно», причём обиженному Хрущову было дозволено с Протасьева «доправить безчестия вчетверо».
В 1676 году Протасьев стал стольником. В 1678 году участвовал во встрече польского посла князя Михаила Ежи Чарторижского, будучи «головою у жильцов». Протасьев неоднократно назначался следовать в свите за государем в его «походах на богомолье». В 1682 году, в день бракосочетания царя Фёдора Алексеевича, стольник Протасьев «смотрел в кривой стол» (распоряжался сменой блюд) во время царского обеда.
В 1686 году, Протасьев был направлен воеводой в Сибирь, в «Мангазею, на Турухане», должность исполнял до 8 января 1690 года. По возвращении в Москву был пожалован третьим по «чести» разрядом — думным дворянином. 15 ноября 1691 года Протасьев был назначен во Владимирский судный приказ и получил окольничество — второй (после боярина) думный чин Боярской думы. В то время за Протасьевым числилось 382 крестьянских двора. Осенью 1694 года Протасьев принимал участие в «Кожуховском походе», первом крупном военном учении в истории России, устроенным Петром I. Протасьев во время учения был в составе Стрелецких полков боярина И. И. Бутурлина (по учениям — «Польского короля»).

### Организатор судостроения в Воронеже
Пётр I обратил внимание на исключительную энергичность и сноровку в делах окольничего Протасьева и 18 декабря 1696 года возложил своим указом на Владимирский судный приказ организацию и руководство всем судостроением в стране. Протасьев стал «главным распорядителем по постройке кораблей кумпанских и казённых» на Дону и Воронеже, с присвоением ему нового, «впервые данного ему, звания адмиралтейца», то есть заведующего адмиралтейством.

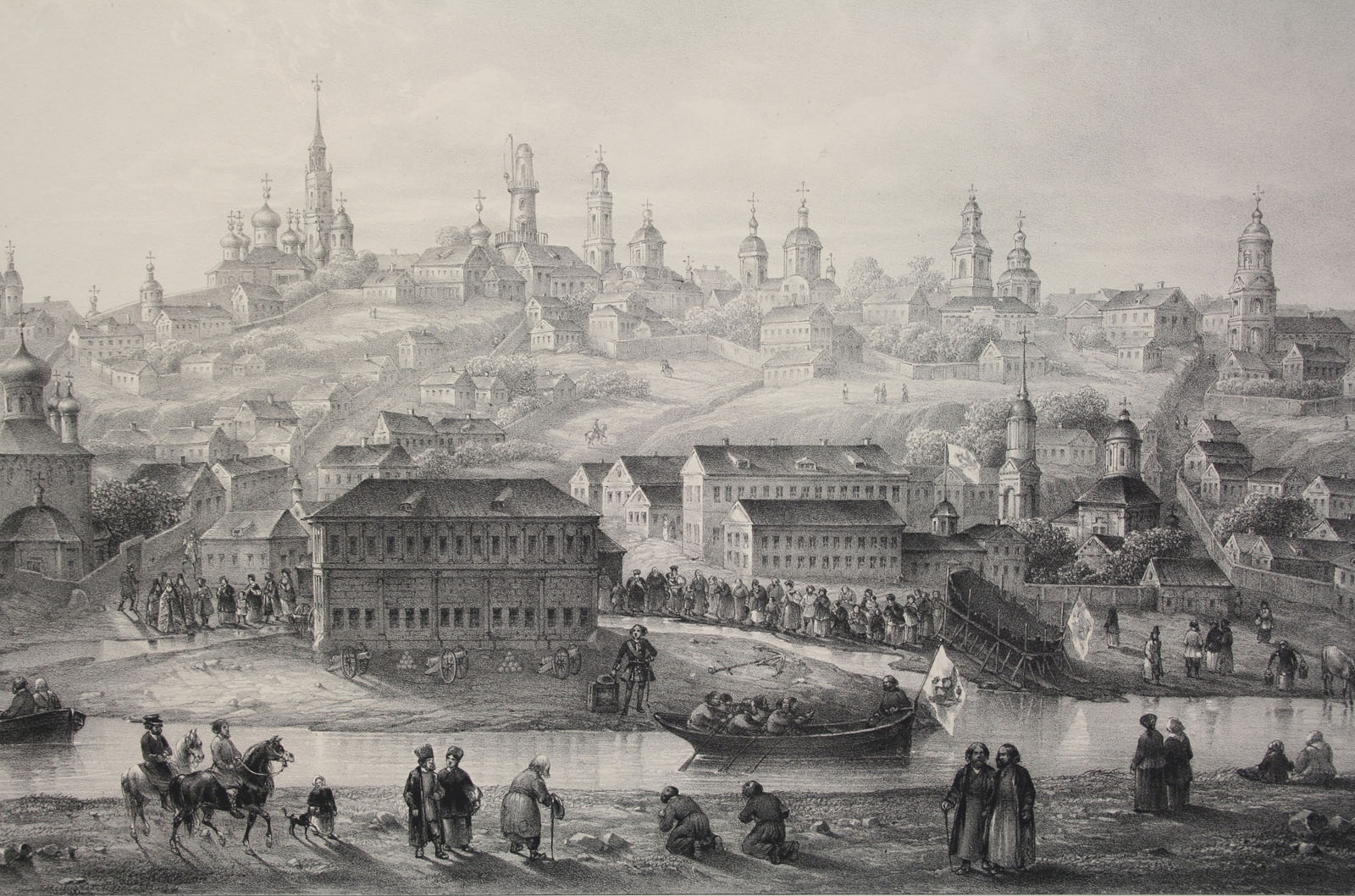
Гравюра Воронежа XVIII века

Специальной инструкцией от 28 декабря 1696 года адмиралтейцу Протасьеву вменялось в обязанность отводить «кумпанствам» лесные угодья для заготовки судостроительных лесоматериалов, организовывать разработку чертежей для постройки по ним судов, а также построить в Воронеже для хранения припасов и материалов адмиралтейский двор и вести общее наблюдение за ходом всех работ. В феврале 1697 года окольничий Александр Петрович Протасьев «пошел на Воронеж для управления корабельного и брегантинных дел, с припасами, … в товарищах с ним — стольник Иван Яковлев сын Колычев».
Весной 1697 года на Воронежской верфи приступили к постройке первых «кумпанских» линейных кораблей для Азовского флота: были заложены 36-пушечный корабль «Разжённое железо» (строитель Выбе Геренс) и «Святой Георгий», а также корабли-баркалоны. Пётр I торопил с постройкой, но строительство кораблей шло медленно. К 1699 году корабли для Азовского флота были построены наполовину и по общему признанию очень плохо. Из 76 кораблей и галер были спущены на воду в 1699 году всего 35. Петр сумел вывести в море только 9 судов из своей первой кораблестроительной программы, причем 5 из них были построены не в Воронеже, а на Хопре и на Дону. Это окончательно убедило Петра в провале поспешного «кумпанского» строительства и назначения А. П. Протасьева на ответственный пост. Кроме того, как выяснилось при расследовании, Протасьев использовал своё служебное положение для личной наживы. Следствие установило, что Протасьев вымогал взятки, общая сумма которых составила более 37 тысяч рублей (по тем временам огромные деньги, один корабль стоил около 10 тысяч рублей). За одну только продажу доходных мест «кумпанствам» и помещикам он присвоил себе 18 тысяч рублей, а его подчинённые тоже следовали примеру своего начальника. Во взяточничестве был замешан и воронежский воевода Д. Полонский.
Петр I отстранил от руководства кораблестроением Александра Протасьева, лишил его звания адмиралтейца, а также сурово расправился с его помощниками-взяточниками стольниками Иваном Колычевым и Семеном Языковым. Протасьев вернувшись в Москву в конце 1699 года — «не снеся позора», «с печали и с стыда» скончался. До 1700 года в Воронеж о смерти Протасьева не сообщалось, до тех пор пока Петр I не определил новым адмиралтейцем своего родственника и в будущем выдающегося государственного деятеля Федора Матвеевича Апраксина. 3 ноября 1700 года по указу Петра I дела Владимирского судного приказа были переданы в Московский судный приказ.
В 1698 году А. П. Протасьеву было отказано в «ыск» селение Сколково (место где сейчас располагается инновационный центр «Сколково»). В 1699 году после уличения Протасьева во взяточничестве и казнокрадстве и его скоропостижной смерти, Сколково вновь вернулось в казну.

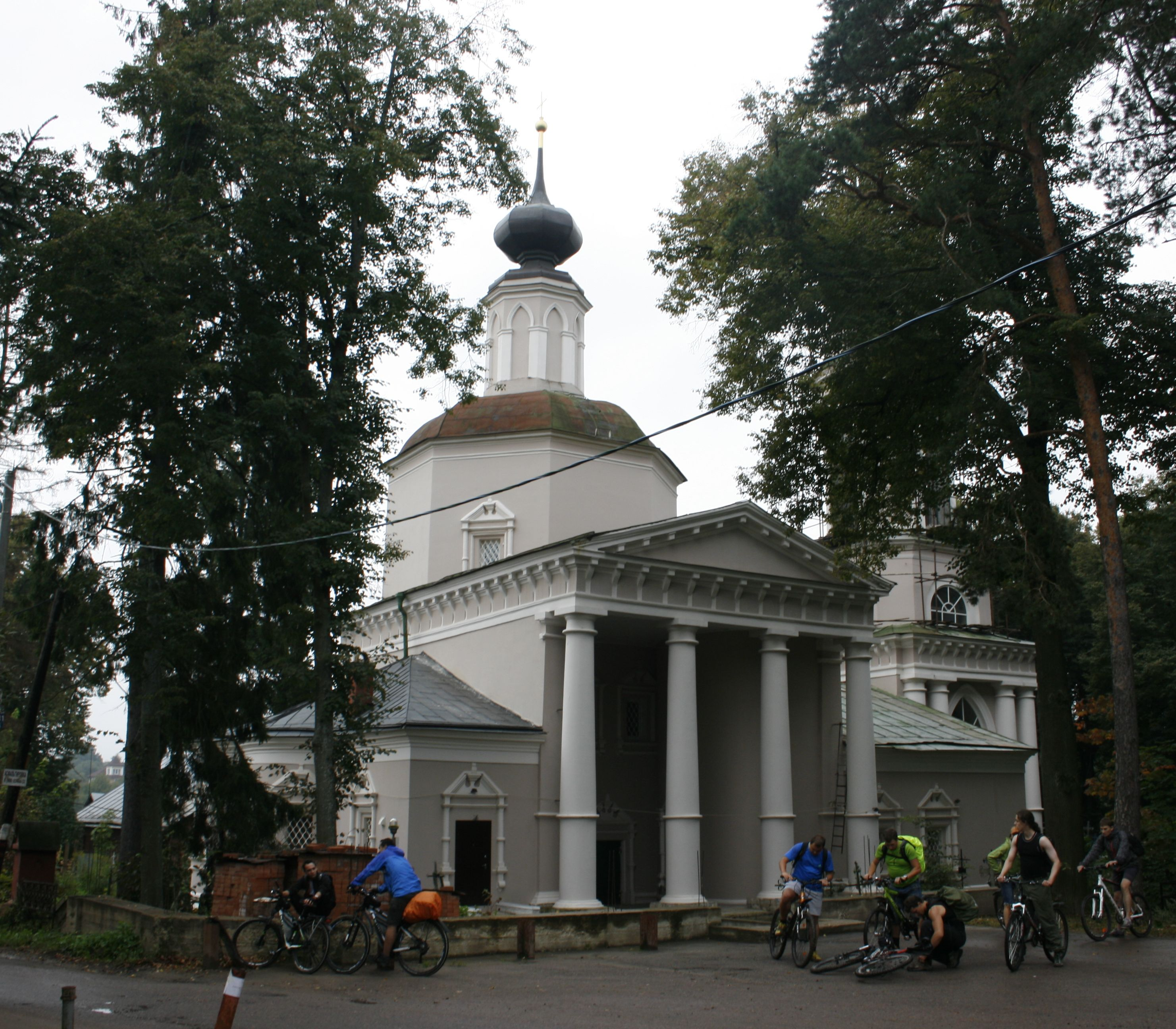
Церковь Усекновения Главы Иоанна Предтечи

## Семья и память
Протасьев Александр Петрович был женат, имел сына Михаила, который после смерти деда и отца стал владельцем села Афинеево. Попечением Александра Петровича в селе была заложена Церковь Усекновения Главы Иоанна Предтечи, которую его сын Михаил построил на собственные деньги. Церковь сохранилась до наших дней.